# Donje Lopiže
Donje Lopiže (em cirílico: Доње Лопиже) é uma vila da Sérvia localizada no município de Sjenica, pertencente ao distrito de Zlatibor. A sua população era de 85 habitantes segundo o censo de 2011.

## Demografia
| 1948 | 1953 | 1961 | 1971 | 1981 | 1991 | 2002 | 2011 |
| ---- | ---- | ---- | ---- | ---- | ---- | ---- | ---- |
| 584  | 632  | 579  | 418  | 244  | 136  | 123  | 85   |